# Dương Húc Văn
Dương Húc Văn sinh ngày 2 tháng 4 năm 1994 tại thành phố Nam Kinh tỉnh Giang Tô, là một diễn viên của Trung Quốc, tốt nghiệp khoa Biểu Diễn tại Học viện Hý kịch Trung ương.
Năm 2014 Dương Húc Văn, đang là sinh viên năm thứ ba khoa Biểu diễn của Học viện Hý kịch Trung ương, đã ký hợp đồng với Hoa Nghị huynh đệ, tới tháng 7 cùng năm, anh tham gia bộ phim truyền hình của đài truyền hình vệ tinh Hồ Nam "Chế Tạo Mỹ Nhân" và bắt đầu sự nghiệp diễn xuất của mình. Tháng 2 năm 2016, Dương Húc Văn tham gia bộ phim truyền hình cổ trang "Thanh Vân Chí" và nhận được sự chú ý với vai "Thanh Long". Tháng 6 năm 2016, anh tham gia bộ phim truyền hình võ thuật "Anh Hùng Xạ Điêu" với vai nam chính Quách Tĩnh, được đa số người hâm mộ phim truyền hình khen ngợi và tại lễ trao giải chất lượng phim truyền hình Trung Quốc năm 2017 đã giành được Giải thưởng Ngôi Sao Mới Nổi Của Năm cho vai diễn này. Tháng 10 năm 2017, anh tham gia bộ phim truyền hình "Nhà Đầu Tư Vàng" với chủ đề thời trang thương chiến và thủ vai chính Phương Ngọc Bân. Bộ phim đã được phát sóng tại Nhà hát Tiến bộ Thanh niên của Truyền hình vệ tinh Hồ Nam vào tháng 4 năm 2018 và được chọn là phim truyền hình xuất sắc tại Cuộc họp khen thưởng ngành truyền hình lần thứ 12 của Liên đoàn các tổ chức xã hội phát thanh, điện ảnh và truyền hình Trung Quốc.

## Kinh nghiệm đầu đời
Dương Húc Văn sinh ngày 2 tháng 4 năm 1994 tại thành phố Nam Kinh, tỉnh Giang Tô. Cấp tiểu học và trung học cơ sở học tại trường Ngoại ngữ Nam Kinh. Năm 2009, anh học tại trường trung học Nam Kinh số 9.
Tháng 9 năm 2012, Dương Húc Văn trúng tuyển vào khoa Biểu Diễn của Học viện Hí kịch Trung ương với kết quả top 5 cả nước.
Đầu năm 2014, khi Dương Húc Văn đang là sinh viên năm thứ ba, đã được Công ty Hoa Nghị huynh đệ phát hiện và ký hợp đồng.

## Kinh nghiệm diễn xuất
Vào tháng 7 năm 2014, Dương Húc Văn tham gia tác phẩm điện ảnh và truyền hình đầu tiên của mình, đóng vai Liễu Công Tử, một thư sinh "đấu trí dũng cảm" với yêu tinh trong bộ phim truyền hình "Chế Tạo yêu Tinh" do Vu Chính Studio sản xuất; vào tháng 8, anh lần đầu tiên đóng vai chính cùng Địch Lệ Nhiệt Ba trong web drama trinh thám giả tưởng "Nghịch Quang Chi Luyến", trong phim Dương Húc Văn đóng vai Triệu Thiên Thu, một người đàn ông si tình và ấm áp, rất nghiêm túc và tận tụy với tình yêu; vào tháng 10, anh tham gia bộ phim truyền hình thương chiến đô thị "Những Vị Sếp Khó Tính", đóng vai nhà thiết kế trẻ tài năng Vương Tử Kim.
Tháng 11 năm 2015, anh lần đầu tiên bước lên màn ảnh rộng, tham gia bộ phim hợp tác Trung-Hàn "Kẻ Xấu Tất Chết" và vào vai Mạt Mạt, một trong bốn "kẻ xấu"; vào tháng 7, tham gia chương trình thực tế "Chúng Ta Xuyên Không Nào" được phát sóng trên truyền hình vệ tinh Tứ Xuyên; vào tháng 10, anh tham gia bộ phim thần tượng quân đội "Liệt Hỏa Hải Dương", trong đó thủ vai chính Giang Thiên.
Tháng 4 năm 2016, bộ phim tình cảm "New York New York" mà anh tham gia chính thức được phát hành với vai A Khôn; vào tháng 7, anh tham gia bộ phim cổ trang kỳ ảo "Tru Tiên Thanh Vân Chí", đóng vai Thanh Long, đứng đầu tứ đại thánh sứ của quỷ vương Ma Giáo.
Tháng 1 năm 2017, "Anh Hùng Xạ Điêu" do Tưởng Gia Tuấn đạo diễn và Quách Tĩnh Vũ giám sát đã được phát sóng trên đài truyền hình Đông Phương, Dương Húc Văn đóng vai Quách Tĩnh trung thực với võ công cao cường, và tại lễ trao giải chất lượng phim truyền hình Trung Quốc năm 2017 đã giành được Giải thưởng Ngôi Sao Mới Nổi Của Năm cho vai diễn này; vào tháng 6, anh đóng vai Lý Tinh Vân, đứa trẻ mồ côi của gia đình Lý trong bộ phim cổ trang võ thuật "Họa Giang Hồ Chi Bất Lương Nhân" do Đằng Hoa Đào giám sát; vào ngày 25 tháng 8, tham dự Cuộc thi Người mẫu Nam Uno 2017 với tư cách Giám khảo khách mời.
Tháng 4 năm 2018, bộ phim thời trang thương chiến "Nhà Đầu Tư Vàng" với sự tham gia của Trương Lệ đã được phát sóng trên truyền hình vệ tinh Hồ Nam; vào tháng 6, bộ phim cổ trang giả tưởng "Chung Quỳ Tróc Yêu Ký" do Dương Húc Văn, Dương Dung và Mạch Địch Na đóng vai chính được phát sóng trên iQiyi, trong đó anh đóng vai Chung Quỳ trẻ tuổi ngây thơ và tốt bụng; trong tháng 8, anh đóng vai chính trong bộ phim quân sự "Đội Đặc Chiến Chống Khủng Bố Thiên Lang" do Vưu Tiểu Cương đạo diễn, trong phim anh đóng vai Tần Hiểu Dương chính trực và chính nghĩa; vào tháng 12, anh đã giành được Giải thưởng Nam diễn viên xuất sắc tại lễ trao giải truyền hình Trung Quốc lần thứ năm.
Năm 2020, đóng vai chính trong web drama tình cảm nữ giới đô thị "Bắc Triệt Nam Viên" của đạo diễn Phùng Tiểu Cương, đóng vai nhiếp ảnh gia Lưu Lương Châu ấm áp và giàu tình cảm.
Ngày 6 tháng 7 năm 2021, bộ phim truyền hình sở hữu trí tuệ "Tử Xuyên" do Trương Manh và David Vệ đồng đạo diễn được phát sóng. Ngày 15 tháng 9, bộ phim tương tác "Nếu Có Thể Trở Về Lúc Đầu" do anh thủ vai chính được phát sóng độc quyền trên iQiyi; ngày 24 tháng 11, bộ phim thanh xuân đô thị "Nửa Thời Gian Ấm Áp" do anh thủ vai chính đã được phát sóng trên truyền hình vệ tinh Giang Tô với vai Thẩm Hầu lạc quan hướng thượng.
Ngày 27 tháng 9 năm 2022, bộ phim trinh thám "Đường Triều Ngụy Sự Lục" đã được phát sóng trên iQiyi, trong đó anh đóng vai Kim Ngô Vệ Trung Lang Tướng Lư Lăng Phong trí dũng song toàn. Vào ngày 13 tháng 10, bộ phim truyền hình "Người bạn cùng phòng bí mật của tôi" đã được phát sóng mà anh đóng vai luật sư Hà Chính Ngọc.

## Tác phẩm

### Phim truyền hình
| Năm  | Tên phim                                | Nhân vật        | Chú thích  |
| 2014 | Chế Tạo Mỹ Nhân                         | Liễu Công Tử    |            |
| 2015 | Nghịch Quang Chi Luyến                  | Triệu Thiên Thu | Đóng chính |
| 2016 | Liệt Hỏa Hải Dương                      | Giang Thiên     | Đóng chính |
| 2016 | Những Vị Sếp Khó Tính                   | Vương Tử Kim    | Đóng chính |
| 2016 | Thanh Vân Chí                           | Thanh Long      |            |
| 2016 | Thanh Vân Chí 2                         | Thanh Long      |            |
| 2017 | Họa Giang Hồ Chi Bất Lương Nhân         | Lý Tinh Vân     | Đóng chính |
| 2017 | Tân Anh Hùng Xạ Điêu                    | Quách Tĩnh      | Đóng chính |
| 2018 | Chung Quỳ Tróc Yêu Ký                   | Chung Quỳ       | Đóng chính |
| 2018 | Nhà Đầu Tư Vàng                         | Phương Ngọc Bân | Đóng chính |
| 2019 | Đội Đặc Chiến Chống Khủng Bố Thiên Lang | Tần Hiểu Dương  | Đóng chính |
| 2021 | Bắc Triệt Nam Viên                      | Lưu Lương Châu  | Đóng chính |
| 2021 | Nửa Thời Gian Ấm Áp                     | Thẩm Hầu        | Đóng chính |
| 2022 | Tử Xuyên                                | Tử Xuyên Tú     | Đóng chính |
| 2022 | Đường Triều Ngụy Sự Lục                 | Lư Lăng Phong   | Đóng chính |
| 2022 | Bạn Cùng Phòng Bí Mật Của Tôi           | Hà Chính Ngọc   | Đóng chính |

### Phim điện ảnh
| Năm  | Tên phim                  | Nhân vật | Chú thích  |
| 2015 | Kẻ Xấu Tất Chết           | Mạt Mạt  |            |
| 2016 | New York New York         | A Không  |            |
| 2021 | Nếu Có Thể Trở Về Lúc Đầu | Diệu Tổ  | Đóng chính |

### Chương trình giải trí
| Thời gian  | Tên chương trình           |
| 26/07/2015 | Chúng Ta Xuyên Không Nào   |
| 18/03/2016 | Trump Card                 |
| 04/09/2016 | Chúng Ta Xuyên Không Nào 2 |
| 11/10/2016 | iQIYI: Ti Nhân Định Chế    |
| 17/03/2017 | Trump Card 2               |
| 13/05/2017 | Khoái Lạc Đại Bản Doanh    |
| 15/05/2017 | Tencent: Não Lực Thời Đại  |
| 23/06/2017 | Keep Running 1             |
| 21/09/2017 | Thiên Sứ Chi Lộ            |

## Hoạt động xã hội
Vào ngày 9 tháng 9 năm 2017, Dương Húc Văn đã tham gia Đêm từ thiện Ngôi sao Bazaar 2017 do "Harper's Bazaar" và Đài truyền hình vệ tinh Chiết Giang đồng tài trợ để giúp đỡ hoạt động công ích từ thiện.

## Giải thưởng

### Điện ảnh và truyền hình
| Thời gian  | Tên giải thưởng                                          | Tên hạng mục             | Tác phẩm             | Kết quả   |
| 06/02/2017 | Chất Lượng Phim Truyền Hình Trung Quốc 2017              | Ngôi Sao Mới Nổi Của Năm | Tân Anh Hùng Xạ Điêu | Đoạt giải |
| 28/12/2018 | Diễn Viên Truyền Hình Trung Quốc Xuất Sắc Nhất lần thứ 5 | Nam Diễn Viên Xuất Sắc   |                      | Đoạt giải |

### Thời trang
| Thời gian  | Tên giải thưởng  | Tên hạng mục          | Kết quả   |
| 05/11/2016 | OK!FUNSHION WEEK | Most Popular Newcomer | Đoạt giải |

## Đánh giá
Ngoài đời, Dương Húc Văn có tính cách dễ thương và khôn khéo, khí chất ấm áp và lạc quan vui vẻ. Dương Húc Văn đã thu hút sự chú ý trong ngành với vẻ ngoài đẹp trai cùng khả năng diễn xuất tuyệt vời, và công ty đã tập trung đào tạo anh ấy theo lối diễn xuất nai tơ. (NetEase Entertainment review)
Khi thể hiện vai "Mạt Mạt" trong "Kẻ Xấu Tất Chết", Dương Húc Văn không cẩu thả chút nào trong quá trình quay phim, mà vẫn có thể định vị nhân vật một cách chính xác. Ngay cả trong những khoảng thời gian nghỉ ngơi ngắn ngủi trên phim trường, cậu ấy cũng không hề thư giãn, và thái độ kiên trì hướng tới sự xuất sắc trong nghệ thuật biểu diễn của cậu ấy cũng được các đạo diễn Phùng Tiểu Cương và Kang Je-gyu đánh giá cao. (Sina review)
Trong phiên bản mới của "Anh Hùng Xạ Điêu", phiên bản phim truyền hình "đời thứ năm" Quách Tĩnh do Dương Húc Văn thủ vai đã nhận được rất nhiều lời khen ngợi, cho dù là tư thế ngồi trên lưng ngựa, giương cung bắn đại bàng hay khí chất anh hùng khi thuần phục hồng mã đều rất anh dũng mạnh mẽ, màn trình diễn của Dương Húc Văn thật đáng nể. Trong phim, Quách Tĩnh luyện tập không ngừng nghỉ và bị ngã cây suốt mười năm, ngoài phim, Dương Húc Văn cũng siêng năng luyện tập và đạt được thành tích xuất sắc. Tính cách bướng bỉnh và sẵn sàng luyện tập không sợ gian khổ của Dương Húc Văn trùng khớp với Quách Tĩnh trong phim. (NetEase Entertainment review)

## Tranh cãi
Vào ngày 1 tháng 12 năm 2017, studio của Dương Húc Văn đã đưa ra một tuyên bố, chỉ ra rằng những tin đồn rằng Dương Húc Văn có liên quan đến cái chết của một nữ diễn viên nào đó (Nhậm Kiều) trên Internet là tin đồn thất thiệt, yêu cầu ngừng lan truyền tin đồn và sẽ bảo lưu quyền truy tố trách nhiệm pháp lý của người tung tin đồn thay mặt cho Dương Húc Văn, tức là phía Dương Húc Văn không liên quan gì đến vụ việc này.